# Myriopholis boueti
Myriopholis boueti — вид змій родини струнких сліпунів (Leptotyphlopidae). Мешкає в регіоні африканського Сахелю. Вид названий на честь французького орнітолога і лікаря Жоржа Буе (1869–1957). 

## Поширення і екологія
Myriopholis boueti мешкають в Сенегалі, Гамбії, Мавританії, Малі, Буркіна-Фасо, Нігері і Чаді. Вони живуть в сухих саванах, трапляються поблизу людських поселень. Ведуть риючий спосіб життя. Відкладають яйця.